# Синмартін (Клуж)
Синмартін (рум. Sânmartin) — село у повіті Клуж в Румунії. Входить до складу комуни Синмартін.
Село розташоване на відстані 326 км на північний захід від Бухареста, 44 км на північний схід від Клуж-Напоки.

## Населення
За даними перепису населення 2002 року у селі проживали 252 особи.
Національний склад населення села:
| Національність | Кількість осіб | Відсоток |
| -------------- | -------------- | -------- |
| угорці         | 164            | 65,1%    |
| румуни         | 88             | 34,9%    |

Рідною мовою назвали:
| Мова      | Кількість осіб | Відсоток |
| --------- | -------------- | -------- |
| угорська  | 164            | 65,1%    |
| румунська | 88             | 34,9%    |